# Francisco José Camarasa
Francisco José Camarasa Castellar (* 27. September 1967 in Valencia) ist ein ehemaliger spanischer Fußballspieler.
Während seiner Vereinslaufbahn spielte Camarasa ausschließlich beim FC Valencia, für den er 406 Spiele in allen Wettbewerben bestritt; darunter waren 267 Partien in der Primera División. 1999 gewann er mit Valencia die Copa del Rey und die Supercopa de España.
In der spanischen Nationalmannschaft war Camarasa von 1991 bis 1995 aktiv. Dabei kam er auf 14 Länderspieleinsätze und nahm an der Weltmeisterschaft 1994 in den USA teil.

## Erfolge
- Spanischer Pokal: 1999
- Spanischer Superpokal: 1999